# Petalium incisum
Petalium incisum är en skalbaggsart som beskrevs av Ford 1973. Petalium incisum ingår i släktet Petalium och familjen trägnagare. Inga underarter finns listade i Catalogue of Life.